# ホルボール 12,13-ジブチラート
ホルボール 12,13ジブチラート（phorbol 12,13-dibutyrate、PDBu）はハズ油の成分のホルボールエステルの一種。プロテインキナーゼCの活性化剤としては、12-O-テトラデカノイルホルボール 13-アセタートと比較して弱い発がん促進物質である。
PDBuは水やその他の有機溶媒に対する溶解性から化学試薬として広く使用されている。